# Oberegg
Oberegg är en ort och ett distrikt i kantonen Appenzell Innerrhoden i Schweiz. Distriktet har 1 931 invånare (2023).
I Appenzell Innerrhoden har distrikten samma funktion som kommunerna har i övriga kantoner, därför är inte Oberegg indelat i kommuner.
Distriktet är uppdelat på två områden. Båda områdena är exklaver och omges helt av kantonen Appenzell Ausserrhoden. Dessutom tillhör klostret Grimmenstein i Walzenhausen distriktet och utgör därmed en tredje exklav.